# Makeru na Baby! ~Never give up
Singles de SMAP
Kokoro no Kagami
(18 mars 1992) Egao no GENKI
(11 novembre 1992)
Makeru na Baby! ~Never give up (負けるなBaby! ~Never give up, trad. : "N'abandonne pas chérie ~N'abandonne jamais") est le 4e single physique du groupe masculin japonais SMAP.

## Informations
Le single sort le 8 juillet 1992 sous format mini-CD single de 8 cm et  atteint la 5e place des classements hebdomadaires des ventes de l'oricon.
Le single contient la chanson titre, la chanson face-B BEST FRIEND, leurs versions instrumentales/karaoké et des messages audio enregistrés par chacun des membres du groupe ; le single compte au total dix pistes.
La chanson-titre, arrangée par Chokkaku, figurera sur le troisième album du groupe SMAP 003, qui sort cinq mois plus tard, en janvier 1993 sous une version remixée. Elle ne figurera pas sur le deuxième album du groupe SMAP 002 qui sort alors le même mois que le single. Elle figurera sur certaines et prochaines compilations du groupe comme Smap Vest en 2001 tandis que BEST FRIEND sera incluse dans l'autre compilation sortie en 2001, pamS, sous une nouvelle version. Elle servira aussi comme chanson de générique de l'émission du groupe SMAPxSMAP en 2013.

## Formation
- Masahiro Nakai (leader) : chœurs
- Takuya Kimura : chant principal, chœurs
- Katsuyuki Mori : chant principal, chœurs
- Tsuyoshi Kusanagi : chœurs (pistes n°1 et 2)
- Goro Inagaki : chœurs (pistes n°1 et 2)
- Shingo Katori : chœurs (pistes n°1 et 2)

## Liste des titres
| 1.  | Makeru na Baby! ~Never give up (負けるなBaby! ~Never give up)           |  |
| 2.  | BEST FRIEND                                                             |  |
| 3.  | Makeru na Baby! ~Never give up (karaoke) (負けるなBaby! ~Never give up) |  |
| 4.  | BEST FRIEND (karaoke)                                                   |  |
| 5.  | SMAP personal message Nakai Masahiro                                    |  |
| 6.  | SMAP personal message Katsuyuki Mori                                    |  |
| 7.  | SMAP personal message Inagaki Goro                                      |  |
| 8.  | SMAP personal message Kusanagi Tsuyoshi                                 |  |
| 9.  | SMAP personal message Katori Shingo                                     |  |
| 10. | SMAP personal message Kimura Takuya                                     |  |